# Diocèse de Pescia
Le diocèse de Pescia (en latin : Diœcesis Pisciensis ; en italien : Diocesi di Pescia) est un diocèse de l'Église catholique en Italie, suffragant de l'archidiocèse de Pise et appartenant à la région ecclésiastique de Toscane.

## Territoire
Il est situé sur 3 provinces de la Toscane. La plus garde partie est dans la province de Pistoia, l'autre fraction de cette province étant dans l'archidiocèse de Lucques et les diocèses de Pistoia et San Miniato. Il gère deux communes de la province de Lucques, le reste de cette province est dans les archidiocèses de Lucques, de Modène-Nonantola et de Pise. Il possède la frazione de la commune de Fucecchio dans la ville métropolitaine de Florence ; l'autre fraction de cette ville métropolitaine est partagée par les diocèses de Volterra, San Miniato, Fiesole et Faenza-Modigliana.
Son territoire est d'une superficie de 224 km2 divisé en 41 paroisses regroupées en 6 archidiaconés. L'évêché est à Pescia avec la cathédrale de l'Assomption et de saint Jean Baptiste. Le diocèse possède deux basiliques mineures, celle de l'Assomption à Montecatini Terme et Notre-Dame de Fontenuova à Monsummano Terme.

## Histoire
La tradition veut que la religion chrétienne est prêchée à Pescia par saint Paulin de Lucques (it), 1er évêque de Lucques. Au Ve siècle, toujours selon la tradition, un autre évêque de Lucques, Fridianus de Lucques, fonda plusieurs pièves sur tout le territoire de Lucques, parmi laquelle Santa Maria di Pescia. Elle est consacrée en 1062 par le pape Alexandre II, qui en était recteur. Au Moyen Âge, grâce à sa position centrale et à son accès facile depuis la ville de Lucques, l’église paroissiale de Pescia gagne en importance et fini par imposer sa suprématie sur les autres pièves.
Elle devient le siège d'un chapitre et ses prêtres sont les principaux interlocuteurs de l'évêque de Lucques. Au XIVe siècle, Pescia et la Valdinievole, jusque-là sous la juridiction civile de Lucques, après diverses vicissitudes, passent sous la domination de Florence jusqu'à l'unification de l'Italie ; du point de vue ecclésiastique, cependant, ils restent sous juridiction de Lucques. Cette situation favorise la séparation de ces territoires de l'archidiocèse de Lucques.
Le 15 avril 1519, par la bulle Sacri apostolatus du pape Léon X, Pescia est élevé au rang de prélature territoriale, soustrait de la juridiction ecclésiastique de Lucques et immédiatement soumis au Saint-Siège ; en plus de la ville et de ses faubourgs, Pescia a sous son contrôle le Valdinievole et la vallée de l’Ariana orientale. La bulle accorde au prévôt du chapitre de la collégiale les fonctions de quasi-évêque, avec le droit de visite dans toutes les paroisses de sa juridiction, la faculté de réunir des synodes et d'administrer des ordres mineurs aux clercs, mais ne peuvent consacrés les prêtres, qui doivent se tourner vers les évêques voisins pour recevoir le sacrement de l'ordre.
Par la bulle Inter caetera du 23 septembre suivant, Léon X établit le nombre des chanoines de la collégiale provinciale et confie aux évêques de Pistoia et de Forlì et à l'abbé de Vallombreuse la tâche d'installer le premier prévôt Lorenzo de Cecchi. En 1528, il obtient du pape Clément VII la confirmation de l'érection du prélature et de l'exemption de la juridiction de Lucques ; et en 1534 du pape Paul III, la solution des problèmes qui se posent entre le prévôt et les membres du chapitre de la collégiale.
À l'époque post-tridentine, les prévôts de Pescia se distinguent par la célébration de divers synodes pour la mise en œuvre des réformes ecclésiastiques sur le territoire de Pescia. Le 19 février 1699 , Pescia fut élevé au statut de cité par le grand-duc de Toscane, Cosme III de Médicis. Le 17 mars 1727, le pape Benoît XIII élève le prélature au rang d'évêché immédiatement soumis au Saint-Siège. Le premier évêque est Paolo Antonio Pesenti, qui meurt avant sa consécration épiscopale. En 1784, l'évêque Francesco Vincenti fonde le séminaire dans le couvent supprimé de Santa Chiara.
À la fin du XVIIIe siècle, le diocèse incorpore la paroisse de Massarella, dans la municipalité de Fucecchio , qui faisait auparavant partie du diocèse de Pistoia. Le 1er août 1856, par la bulle Ubi primum du pape Pie IX, le diocèse devient suffragant de l'archidiocèse de Pise. Le 28 juin 1963, par la lettre apostolique Novus veluti, le pape Paul VI proclame Vierge Marie de Fontenova, principale patronne du diocèse. En n 2000, la Congrégation pour les Causes des Saints, à l'instigation de l'évêque de Pescara Giovanni De Vivo, proclame Sant'Allucio patron secondaire du diocèse de Pescia.

## Sources
- http://www.catholic-hierarchy.org